# NGC 7472
NGC 7472 (другие обозначения — NGC 7482, PGC 70446, MCG 0-58-29, ZWG 379.31, ARAK 574) — эллиптическая галактика (E) в созвездии Рыбы.
Этот объект занесён в «Новый общий каталог» несколько раз, с обозначениями NGC 7472, NGC 7482.
Этот объект входит в число перечисленных в оригинальной редакции «Нового общего каталога».